# Finlandia na Zimowych Igrzyskach Olimpijskich 1952
Finlandię na Zimowych Igrzyskach Olimpijskich 1952 reprezentowało 50 zawodników: 45 mężczyzn i pięć kobieta. Był to szósty start reprezentacji Finlandii na zimowych igrzyskach olimpijskich. Reprezentacja zajęła trzecie miejsce w klasyfikacji medalowej.

## Zdobyte medale
| Medal  | Zawodnik                                                | Dyscyplina          | Konkurencja                 | Rezultat    |
| ------ | ------------------------------------------------------- | ------------------- | --------------------------- | ----------- |
| Złoto  | Veikko Hakulinen                                        | Biegi narciarskie   | Bieg na 50 km mężczyzn      | 3:33:33,0 h |
| Złoto  | Heikki Hasu, Paavo Lonkila, Urpo Korhonen, Tapio Mäkelä | Biegi narciarskie   | Sztafeta 4 x 10 km mężczyzn | 2:20:16,0 h |
| Złoto  | Lydia Wideman                                           | Biegi narciarskie   | Bieg na 10 km kobiet        | 41:40,0 min |
| Srebro | Tapio Mäkelä                                            | Biegi narciarskie   | Bieg na 18 km mężczyzn      | 1:02:09,0 h |
| Srebro | Eero Kolehmainen                                        | Biegi narciarskie   | Bieg na 50 km mężczyzn      | 3:38:11,0 h |
| Srebro | Mirja Hietamies                                         | Biegi narciarskie   | Bieg na 10 km kobiet        | 42:39,0 min |
| Srebro | Heikki Hasu                                             | Kombinacja norweska | indywidualnie               | 447,500 pkt |
| Brąz   | Paavo Lonkila                                           | Biegi narciarskie   | Bieg na 18 km mężczyzn      | 1:02:20,0 h |
| Brąz   | Siiri Rantanen                                          | Biegi narciarskie   | Bieg na 10 km kobiet        | 42:50,0 min |

## SKład kadry

### Biegi narciarskie
Mężczyźni
| Zawodnik                                             | Konkurencja        | czas      | Pozycja |
| ---------------------------------------------------- | ------------------ | --------- | ------- |
| Tapio Mäkelä                                         | Bieg na 18 km      | 1:02:09,0 | srebro  |
| Paavo Lonkila                                        | Bieg na 18 km      | 1:02:20,0 | brąz    |
| Heikki Hasu                                          | Bieg na 18 km      | 1:02:24,0 | 4.      |
| Tauno Sipilä                                         | Bieg na 18 km      | 1:03:40,0 | 8.      |
| Toivo Oikarinen                                      | Bieg na 18 km      | 1:04:07,0 | 10.     |
| Paavo Korhonen                                       | Bieg na 18 km      | 1:05:30,0 | 14.     |
| Aulis Sipponen                                       | Bieg na 18 km      | 1:06:03,0 | 16.     |
| Eeti Nieminen                                        | Bieg na 18 km      | 1:08:24,0 | 21.     |
| Veikko Hakulinen                                     | Bieg na 50 km      | 3:33:33,0 | złoto   |
| Eero Kolehmainen                                     | Bieg na 50 km      | 3:38:11,0 | srebro  |
| Kalevi Mononen                                       | Bieg na 50 km      | 3:39:21,0 | 5.      |
| Pekka Kuvaja                                         | Bieg na 50 km      | 3:46:31,0 | 9.      |
| Heikki Hasu Paavo Lonkila Urpo Korhonen Tapio Mäkelä | Sztafeta 4 × 10 km | 2:10:16,0 | złoto   |

Kobiety
| Zawodniczka     | Konkurencja   | czas    | Pozycja |
| --------------- | ------------- | ------- | ------- |
| Lydia Wideman   | Bieg na 10 km | 41:40,0 | złoto   |
| Mirja Hietamies | Bieg na 10 km | 42:39,0 | srebro  |
| Siiri Rantanen  | Bieg na 10 km | 42:50,0 | brąz    |
| Sirkka Polkunen | Bieg na 10 km | 43:07,0 | 5.      |

### Hokej na lodzie
Reprezentacja mężczyzn
| - Yrjö Hakala - Aarne Honkavaara - Erkki Hytönen - Pentti Isotalo - Matti Karumaa - Ossi Kauppi - Keijo Kuusela - Kauko Mäkinen - Pekka Myllylä |  | - Christian Rapp - Esko Rekomaa - Matti Rintakoski - Eero Saari - Eero Salisma - Lauri Silván - Unto Wiitala - Jukka Wuolio |

Reprezentacja Finlandii zajęła 7. miejsce.

### Tabela końcowa
| Drużyna           | M | Mecze | Mecze | Mecze | Bramki | Bramki | Bramki | Pkt | Uwagi |
| Drużyna           | M | W     | R     | P     | +      | -      | +/-    | Pkt | Uwagi |
| ----------------- | - | ----- | ----- | ----- | ------ | ------ | ------ | --- | ----- |
| Kanada            | 8 | 7     | 1     | 0     | 71     | 14     | +57    | 15  |       |
| Stany Zjednoczone | 8 | 6     | 1     | 1     | 43     | 21     | +22    | 13  |       |
| Szwecja           | 8 | 6     | 0     | 2     | 48     | 19     | +29    | 12  |       |
| Czechosłowacja    | 8 | 6     | 0     | 2     | 47     | 18     | +29    | 12  |       |
| Szwajcaria        | 8 | 4     | 0     | 4     | 40     | 40     | 0      | 8   |       |
| Polska            | 8 | 2     | 1     | 5     | 21     | 56     | -35    | 5   |       |
| Finlandia         | 8 | 2     | 0     | 6     | 21     | 60     | -39    | 4   |       |
| Niemcy            | 8 | 1     | 1     | 6     | 21     | 53     | -32    | 3   |       |
| Norwegia          | 8 | 0     | 0     | 8     | 15     | 46     | -31    | 0   |       |

Wyniki
| 15 lutego 1952 | Szwecja | 9:2 | Finlandia | Dæhlenenga |

| Godzina: 19:00 |  | (2:0,5:2,2:0) |  | Sędzia główny: Dwars Sędziowie liniowi: Christensen |

| 16 lutego 1952 | Szwajcaria | 12:0 | Finlandia | Jordal Amfi |

| Godzina: 17:00 |  | (2:0,2:0,8:0) |  | Sędzia główny: Narvestad Sędziowie liniowi: Tencza |

| 17 lutego 1952 | Kanada | 13:3 | Finlandia | Drammen |

| Godzina: 19:00 |  | (6:2,5:0,2:1) |  | Sędzia główny: Sandö Sędziowie liniowi: Ahlin |

| 18 lutego 1952 | Stany Zjednoczone | 8:2 | Finlandia | Jordal Amfi |

| Godzina: 17:00 |  | (1:0,6:0,1:2) |  | Sędzia główny: Ahlin Sędziowie liniowi: Sandö |

| 20 lutego 1952 | Finlandia | 5:2 | Norwegia | Jordal Amfi |

| Godzina: 21:00 |  | (2:0,2:2,1:0) |  | Sędzia główny: Leacock Sędziowie liniowi: Ahlin |

| 21 lutego 1952 | Czechosłowacja | 11:2 | Finlandia | Sandvika |

| Godzina: 19:00 |  | (4:1,3:0,4:1) |  | Sędzia główny: Bernhard Sędziowie liniowi: Zarzycki |

| 22 lutego 1952 | Finlandia | 5:1 | Niemcy | Jordal Amfi |

| Godzina: 14:00 |  | (1:0,2:0,2:1) |  | Sędzia główny: Leacock Sędziowie liniowi: Beranek |

| 23 lutego 1952 | Polska | 4:2 | Finlandia | Lillestrøm |

| Godzina: 19:00 |  | (2:2,0:0,2:0) |  | Sędzia główny: Christensen Sędziowie liniowi: Bernhard |

### Kombinacja norweska
Mężczyźni
| Zawodnik       | Konkurencja   | Bieg narciarski | Bieg narciarski | Bieg narciarski | Skoki narciarskie | Skoki narciarskie | Skoki narciarskie | Skoki narciarskie | Łącznie | Pozycja |         |
| Zawodnik       | Konkurencja   | Czas biegu      | Pozycja         | Punkty          | Skok 1            | Skok 2            | Skok 3            | Punkty            | Łącznie | Pozycja | Pozycja |
| -------------- | ------------- | --------------- | --------------- | --------------- | ----------------- | ----------------- | ----------------- | ----------------- | ------- | ------- | ------- |
| Heikki Hasu    | Indywidualnie | 1:02:24         | 1.              | 240,00          | 63,0              | 63,0              | 61,0              | 207,5             | 5.      | 447,500 | srebro  |
| Paavo Korhonen | Indywidualnie | 1:05:30         | 2.              | 228,727         | 61,0              | 61,0              | 63,5              | 206,00            | 6.      | 434,727 | 4.      |
| Aulis Sipponen | Indywidualnie | 1:06:03         | 4.              | 226,727         | 59,0              | 60,0              | 61,5              | 198,50            | 12.     | 425,227 | 7.      |
| Eeti Nieminen  | Indywidualnie | 1:08:24         | 7.              | 218,181         | 59,0              | 62,5              | 64,5              | 206,00            | 6.      | 424,181 | 8.      |

### Łyżwiarstwo figurowe
| Zawodnik      | Konkurencja | Nota    | Pozycja |
| ------------- | ----------- | ------- | ------- |
| Leena Pietilä | Solistki    | 124,733 | 20.     |
| Kalle Tuulos  | Soliści     | 131,211 | 13.     |

### Łyżwiarstwo szybkie
Mężczyźni
| Zawodnik        | Konkurencja        | Konkurencja        | Konkurencja    | Konkurencja    | Konkurencja    | Konkurencja    | Konkurencja      | Konkurencja      |
| Zawodnik        | Bieg na 500 m      | Bieg na 500 m      | Bieg na 1500 m | Bieg na 1500 m | Bieg na 5000 m | Bieg na 5000 m | Bieg na 10 000 m | Bieg na 10 000 m |
| Zawodnik        | Czas               | Miejsce            | Czas           | Miejsce        | Czas           | Miejsce        | Czas             | Miejsce          |
| --------------- | ------------------ | ------------------ | -------------- | -------------- | -------------- | -------------- | ---------------- | ---------------- |
| Toivo Salonen   | 44,2               | 8.                 | 2:27,4         | 25.            |                |                |                  |                  |
| Kalevi Laitinen | 45,4               | 21.                | 2:27,1         | 24.            | 8:52,4         | 22.            |                  |                  |
| Kauko Salomaa   | 45,7               | 24.                | 2:23,3         | 7.             | 8:40,1         | 13.            | 17:49,6          | 12.              |
| Lassi Parkkinen | Nie ukończył biegu | Nie ukończył biegu | 2:23,0         | 6.             |                |                | 17:36,8          | 8.               |
| Pentti Lammio   |                    |                    |                |                | 8:31,9         | 7.             | 17:20,5          | 4.               |
| Matti Tuomi     |                    |                    |                |                | 8:40,0         | 12.            | 18:25,5          | 23.              |

### Narciarstwo alpejskie
Mężczyźni
Zjazd
| Zawodnik      | Czas   | Miejsce |
| ------------- | ------ | ------- |
| Pentti Alonen | 2:59,7 | 44.     |
| Eino Kalpala  | 3:16,2 | 56.     |

Slalom specjalny
| Zawodnik      | Czas 1-go przejazdu | Czas 2-go przejazdu      | Łączny czas              | Pozycja                  |
| ------------- | ------------------- | ------------------------ | ------------------------ | ------------------------ |
| Pekka Alonen  | 1:04,8              | 1:03,9                   | 2:08,7                   | 14.                      |
| Eino Kalpala  | 1:09,2              | Nie awansował            | Nie awansował            | 39.                      |
| Pentti Alonen | 1:12,5              | Nie awansował            | Nie awansował            | 51.                      |
| Niilo Juvonen | Dyskwalifikacja     | Nie ukończył konkurencji | Nie ukończył konkurencji | Nie ukończył konkurencji |

Slalom gigant
| Zawodnik      | Czas   | Miejsce |
| ------------- | ------ | ------- |
| Pentti Alonen | 2:45,1 | 31.     |
| Eino Kalpala  | 2:52,3 | 42.     |
| Niilo Juvonen | 2:52,8 | 44.     |
| Pekka Alonen  | 3:00,2 | 55.     |

### Skoki narciarskie
Mężczyźni
| Skoczek         | Skok 1    | Skok 2    | Nota  | Pozycja |
| Skoczek         | odległość | odległość | Nota  | Pozycja |
| --------------- | --------- | --------- | ----- | ------- |
| Antti Hyvärinen | 66,5      | 61,5      | 213,5 | 7.      |
| Pentti Uotinen  | 63,0      | 64,5      | 213,0 | 8.      |
| Olavi Kuronen   | 62,5      | 61,5      | 204,5 | 12.     |
| Tauno Luiro     | 50,5      | 64,0      | 199,5 | 18.     |